# あ
あ (phát âm：あⓘ) trong hiragana hay ア trong katakana (Rōmaji a) là một chữ cái đơn âm trong tiếng Nhật. あ là biến thể của thảo thư của chữ 安 ("an"), còn ア bắt nguồn từ bộ "phụ" 阝trong chữ 阿 ("a"). Trong hệ thứ tự bảng mẫu tự tiếng Nhật hiện đại, đây là chữ cái đầu tiên trong bảng, ngay trước い. Hơn nữa, nó là chữ thứ 36 trong bảng Iroha, sau て, trước さ. Chữ hiragana あ tương tự như chữ の　(no) có thêm một sọc chéo. Mã Unicode của あ là U+3041, còn của ア là U+30A2.
Các ký tự này biểu thị âm [a].
| Dạng                           | Rōmaji   | Hiragana        | Katakana        |
| ------------------------------ | -------- | --------------- | --------------- |
| a/i/u/e/o thường (あ 行 a-gyō) | a        | あ              | ア              |
| a/i/u/e/o thường (あ 行 a-gyō) | aa, ah ā | ああ, あぁ あー | アア, アァ アー |

## Biến thể
Dạng thu nhỏ của chữ (ぁ, ァ) được dùng để diễn tả các âm nước ngoài trong tiếng Nhật, như ファ

## Thứ tự các nét
| Stroke order in writing あ | Stroke order in writing ア |

Chữ Hiragana あ được cấu thành bởi ba nét:
1. Trên đầu, một nét ngang từ trái sang phải.
2. Một nét sổ từ phía trên đi qua trung tâm nét đầu tiên.
3. Ở cuối, nét cong giống như chữ Hiragana の.

Chữ Katakana ア được cấu thành từ hai nét:
1. Trên đầu, một nét bao gồm một ngang dài và đường phết đánh xuống dưới sang trái.
2. Bắt đầu từ cuối nét trước, một đường cong đi thẳng xuống phía trái.

## Các cách thể hiện khác
- Mã hóa ký tự

| Kí tự               | あ                | あ                | ア                | ア                | ｱ                           | ｱ                           |
| ------------------- | ----------------- | ----------------- | ----------------- | ----------------- | --------------------------- | --------------------------- |
| Tên Unicode         | HIRAGANA LETTER A | HIRAGANA LETTER A | KATAKANA LETTER A | KATAKANA LETTER A | HALFWIDTH KATAKANA LETTER A | HALFWIDTH KATAKANA LETTER A |
| Mã hóa ký tự        | decimal           | hex               | decimal           | hex               | decimal                     | hex                         |
| Unicode             | 12354             | U+3042            | 12450             | U+30A2            | 65393                       | U+FF71                      |
| UTF-8               | 227 129 130       | E3 81 82          | 227 130 162       | E3 82 A2          | 239 189 177                 | EF BD B1                    |
| Tham chiếu ký tự số | &#12354;          | &#x3042;          | &#12450;          | &#x30A2;          | &#65393;                    | &#xFF71;                    |
| Shift JIS           | 130 160           | 82 A0             | 131 65            | 83 41             | 177                         | B1                          |

| Kí tự               | ぁ                      | ぁ                      | ァ                      | ァ                      | ｧ                                 | ｧ                                 |
| ------------------- | ----------------------- | ----------------------- | ----------------------- | ----------------------- | --------------------------------- | --------------------------------- |
| Tên Unicode         | HIRAGANA LETTER SMALL A | HIRAGANA LETTER SMALL A | KATAKANA LETTER SMALL A | KATAKANA LETTER SMALL A | HALFWIDTH KATAKANA LETTER SMALL A | HALFWIDTH KATAKANA LETTER SMALL A |
| Mã hóa ký tự        | decimal                 | hex                     | decimal                 | hex                     | decimal                           | hex                               |
| Unicode             | 12353                   | U+3041                  | 12449                   | U+30A1                  | 65383                             | U+FF67                            |
| UTF-8               | 227 129 129             | E3 81 81                | 227 130 161             | E3 82 A1                | 239 189 167                       | EF BD A7                          |
| Tham chiếu ký tự số | &#12353;                | &#x3041;                | &#12449;                | &#x30A1;                | &#65383;                          | &#xFF67;                          |
| Shift JIS           | 130 159                 | 82 9F                   | 131 64                  | 83 40                   | 167                               | A7                                |

- Braille

| あ / ア trong Chữ Braille tiếng Nhật | あ / ア trong Chữ Braille tiếng Nhật                     |
| ------------------------------------ | -------------------------------------------------------- |
| あ / ア a                            | ああ / アー ā                                            |
| ⠁ (braille pattern dots-1)           | ⠁ (braille pattern dots-1) · ⠒ (braille pattern dots-25) |

- Mã Morse

Mã Morse của あ hay ア, là －－・－－.
Trong bảng mẫu tự ký âm tiếng Nhật, người ta sẽ nói "朝日のア" (Asahi no A.) (tức là A trong chữ Asahi (buổi sáng))